# James H. Billington

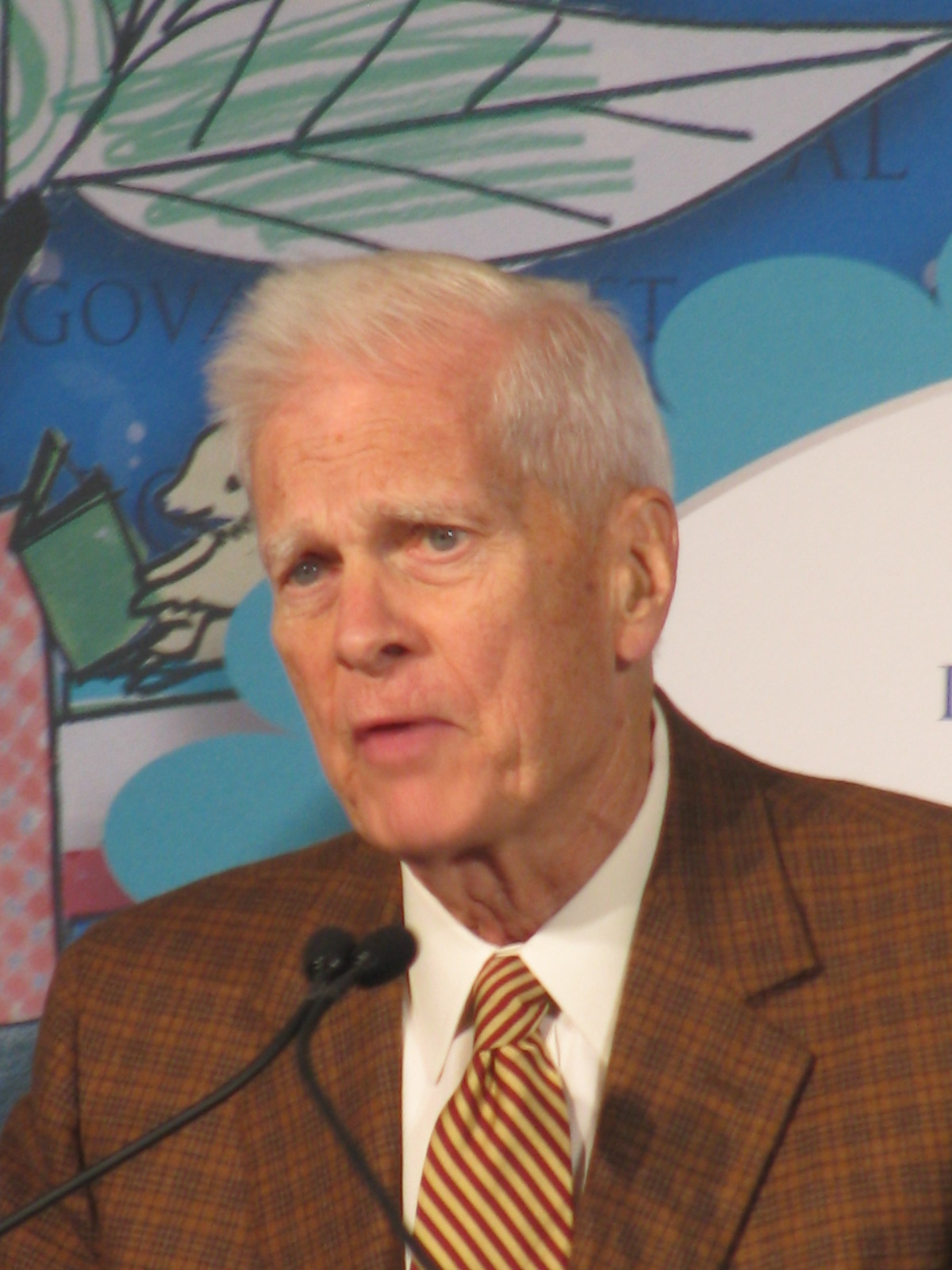
James H. Billington (2013)

James Hadley Billington (ur. 1 czerwca 1929 w Bryn Mawr w Pensylwanii, zm. 20 listopada 2018 w Waszyngtonie) – amerykański historyk, 13. dyrektor Biblioteki Kongresu Stanów Zjednoczonych w Waszyngtonie. 

## Życiorys
Studia ukończył w Princeton w 1950. Następnie trzy lata później jako stypendysta fundacji Cecila Rhodesa uzyskał stopień doktora nowożytnej historii Europy na Balliol College w Oksfordzie. W latach 1957–1960 wykładał historię Rosji na Uniwersytecie Harvarda. W 1961 roku związał się z Uniwersytetem Princeton, gdzie był profesorem historii do 1974 roku. W 1961 roku wykładał gościnnie na Uniwersytecie Leningradzkim. W 1964 roku przebywał na Uniwersytecie Moskiewskim w ramach międzyuczelnianej współpracy badawczej. W latach 1973–1987 pełnił funkcję dyrektora Woodrow Wilson International Center for Scholars, w którego obrębie założył Kennan Institute for Advanced Russian Studies. Od roku 1987 do 2015 był dyrektorem Biblioteki Kongresu w Waszyngtonie. Zajmował się historią Rosji.

## Publikacje
- Mikhailovsky and Russian Populism, (1956).
- Fire in the Minds of Men, (1980).
- Russia Transformed: Breakthrough to Hope, August 1991, (1992).
- The Face of Russia, (1998).

### Publikacje w języku polskim
- Ikona i topór. Historia kultury rosyjskiej, przeł. Justyn Hunia, Kraków: Wydawnictwo Uniwersytetu Jagiellońskiego 2008.
- Ideologia moskiewska [w:] Chrześcijaństwo Rusi Kijowskiej, Białorusi, Ukrainy i Rosji (X-XVII wiek), red. Jerzy Kłoczowski, Kraków: Wydawnictwo PAU 1997, s. 173-217.
- Płonące umysły. Źródła rewolucyjnej wiary, Wrocław: Wydawnictwo Wektory 2012.